# Нейто
Не́йто — группа озёр в Ямало-Ненецком автономном округе. Расположены в центральной части полуострова Ямал. Общая площадь поверхности озёр составляет 364 км2, а объём воды – 2,4 км3.
- Нейто-1-е — площадь 46 км² (макс. глубина 52,8 м[2]).
- Ёрто — 104 км² (макс. глубина 27,3 м[2]), из озера вытекает река Сёяха, впадающая в Обскую губу.
- Малто — 214 км² (макс. глубина 17 м[2]), из озера вытекает река Сёяха (Мутная), приток реки Мордыяха.

Озеро Нейто имеет термокарстовое происхождение. Под ним находится газовое месторождение, из которого происходит утечка метана. Образующиеся при этом в зимний период подлёдные пузыри заметны на космических снимках.